# Minh Bảo
Minh Bảo là một xã cũ thuộc thành phố Yên Bái cũ, tỉnh Yên Bái cũ, Việt Nam.

## Địa lý
Minh Bảo nằm ở phía thành phố Yên Bái, có vị trí địa lý:
- Phía đông và bắc giáp huyện Yên Bình cũ (Nay là xã Yên Bình, tỉnh Lào Cai)
- Phía tây giáp huyện Trấn Yên cũ (Nay là xã Trấn Yên, tỉnh Lào Cai)
- Phía nam giáp các phường Yên Thịnh (cũ), Đồng Tâm (cũ), Minh Tân (cũ), Yên Ninh (cũ), Nam Cường

Xã Minh Bảo có diện tích 14,89 km², dân số năm 2019 là 3.483 người, mật độ dân số đạt 234 người/km².

## Lịch sử
Trước đây, Minh Bảo là một xã thuộc huyện Trấn Yên.
Ngày 7 tháng 4 năm 1956, Thủ tướng Chính phủ ban hành Nghị định số 72/TTg quyết định tái lập thị xã Yên Bái. Đồng thời, sáp nhập thôn Lò Vôi của xã Minh Bảo thuộc huyện Trấn Yên vào thị xã Yên Bái quản lý.
Ngày 16 tháng 1 năm 1979, Hội đồng Chính phủ ban hành Quyết định số 15-CP về việc phân vạch địa giới hành chính của một số xã thuộc tỉnh Hoàng Liên Sơn. Theo đó, sáp nhập xã Minh Bảo của huyện Trấn Yên vào thị xã Yên Bái quản lý.
Ngày 11 tháng 1 năm 2002, Thủ tướng Chính phủ ra Nghị định số 05/2002/NĐ-CP về việc thành lập thành phố Yên Bái thuộc tỉnh Yên Bái. Xã Minh Bảo trực thuộc thành phố Yên Bái.
Ngày 15 tháng 6 năm 2025, xã Minh Bảo được giải thể